# Fingon
Fingon är en karaktär skapad av J R R Tolkien. Han förekommer i Silmarillion där han är den äldste sonen till Fingolfin, Finwës andre son.
Fingon kom tillsammans med sin fader och noldor att jaga Morgoth från Aman till Midgård i början av den Första Åldern. Han kom att få berömmelse efter att han räddat Maedhros som tillfångatagits av Morgoth. Efter detta kom Maedhros att kräva herreskapet över Fingolfins hus men istället gav Fingolfin till Maedhros Dor-lómin i västra Hithlum. 
Fingon blev högkonung när Fingolfin dog efter att ha kämpat emot Morgoth vid Angbands portar. Sju år senare invaderade Morgoth Hithlum och Fingon blev hårt pressat och utnumrerad men Círdan och hans styrkor från Falas kom och räddade honom. I Nírnaeth Arnoediad var Fingon nära att segra men i slutet dräptes han av Gothmog. Hans broder Turgon kom sedan att bli högkonung av noldor.